# شوالة ألبية
شوالة ألبية (الاسم العلمي:Panorpa alpina) هي نوع من الحشرات تتبع جنس الشوالة من فصيلة الشواليات.